# 蘭建
蘭 建（らん けん、生没年不詳）は、五胡十六国時代の前燕の人物。昌黎郡棘城県の出身。

## 生涯
369年10月、太傅慕容評と皇太后可足渾氏は甥の車騎大将軍慕容垂の誅殺を目論んでいた。蘭建・太宰慕容恪の子の慕容楷はこの企みを知り、慕容垂に「先んずれば人を制すと言います。慕容評及び楽安王慕容臧を除けば、残りは無能の輩となります」と進言したが、慕容垂は従わなかった。
11月、慕容垂は蘭建・段夫人・慕容令・慕容宝・慕容農・慕容隆・慕容楷・郎中令高弼とともに洛陽に向かった。
これ以後の事績は、史書に記されていない。

## 家系

### 兄弟
- 蘭汗
- 蘭加難

### 姉妹
- 蘭氏 - 燕王慕容皝に嫁いだ

### 子
- 蘭審